# Chorlton-cum-Hardy
Ne doit pas être confondu avec Chorlton-on-Medlock.
Chorlton-cum-Hardy (ou Chorlton) est un quartier au sud de la ville de Manchester, au nord-ouest de l'Angleterre. 
Chorlton se trouve environ à 6 km sud-ouest du centre de la ville. La population de Chorlton en 2001 était 13 512 habitants. 
Historiquement, Chorlton était un village agricole du Lancashire dans la vallée de la Mersey, petit fleuve ayant son embouchure à Liverpool ; il a été intégré à Manchester en 1904. Les quartiers voisins sont Stretford à l'ouest, Sale au sud, Didsbury et Withington à l'est, Whalley Range et Old Trafford au nord.